# بريندا إدواردز
بريندا إدواردز (بالإنجليزية: Brenda Edwards)‏ هي مغنية بريطانية، ولدت في 1974 في لوتن في المملكة المتحدة.

## روابط خارجية
- بريندا إدواردز على موقع IMDb (الإنجليزية)
- بريندا إدواردز على موقع قاعدة بيانات الفيلم (الإنجليزية)